# Salomonsbosijsvogel
De salomonsbosijsvogel (Actenoides bougainvillei) is een vogel uit de familie Alcedinidae (ijsvogels). Het is een bedreigde, endemische vogelsoort op de Salomonseilanden. De vogel werd in 1904 door Walter Rothschild geldig beschreven.

## Kenmerken
De vogel is gemiddeld 27 cm lang. Het is een fraai gekleurde, maar zeer verborgen levende ijsvogel. De vogel is okerkleurig met blauwe vleugels, stuit en staart. Kenmerkend is de baardstreep. Bij de ondersoort A. b. bougainvillei is de baardstreep blauw en bij de ondersoort A. b. excelsus zwart. Laatst genoemde ondersoort is ook van boven donkerder dan A. b. bougainvillei, met een donkergroene (in plaats van donker roodbruine) mantel. BirdLife International beschouwt deze beide ondersoorten als aparte soorten.

## Verspreiding en leefgebied
Deze soort is endemisch op de Salomonseilanden en telt 2 ondersoorten:
- Actenoides bougainvillei bougainvillei: Bougainville.
- Actenoides bougainvillei excelsus: Guadalcanal.

Het leefgebied van de vogels is dicht, ongerept montaan tropisch bos tussen de 800 tot maximaal 1500 m boven zeeniveau. De vogel broedt in holen in de grond of oevers van beken en rivieren.

## Status
De salomonsbosijsvogel heeft een beperkt verspreidingsgebied en daardoor is de kans op uitsterven aanwezig. De grootte van de populatie van de ondersoort op Bougainville werd in 2016 door BirdLife International geschat op 250 tot 1000 volwassen individuen en de populatie van de ondersoort op Guadalcanal op 1000 tot 5760 volwassen individuen. Deze populatie-aantallen nemen af. Het leefgebied wordt niet bedreigd door ontbossing, omdat hellingbos op grotere hoogte niet zo snel gekapt wordt. De vogel broedt echter in holen in de grond en is daardoor kwetsbaar voor predatie door verwilderde katten en invasieve soorten ratten. Op de Rode Lijst van de IUCN heeft de soort de status niet bedreigd.